# Ptilodactyla carinata
Ptilodactyla carinata is een keversoort uit de familie Ptilodactylidae. De wetenschappelijke naam van de soort is voor het eerst geldig gepubliceerd in 1978 door Johnson & Freytag.